# Edward Doisy
Edward Adelbert Doisy (Hume, Illinois, 13 de noviembre de 1893 - San Luis (Misuri), 23 de octubre de 1986) fue un Bioquímico estadounidense.
Se licenció en Química en la Universidad de Illinois y, posteriormente, en Medicina en la Universidad Harvard. Fue profesor de la Facultad de Medicina de la Universidad de San Luis, Misuri.
Fue galardonado con el Premio Nobel de Fisiología o Medicina, compartido con Henrik C.P. Dam el año 1943, por sus trabajos en la obtención de vitamina K.
| Predecesor: Gerhard Domagk | Premio Nobel de Fisiología o Medicina 1943 | Sucesor: Joseph Erlanger Herbert Spencer Gasser |

- Datos: Q230612
- Multimedia: Edward Adelbert Doisy / Q230612